# الکساندر انبرت
الکساندر انبرت (روسی: Александр Юрьевич Энберт؛ زادهٔ ۱۷ آوریل ۱۹۸۹) اسکیت‌باز نمایشی اهل روسیه است.